# Trúc thư kỷ niên

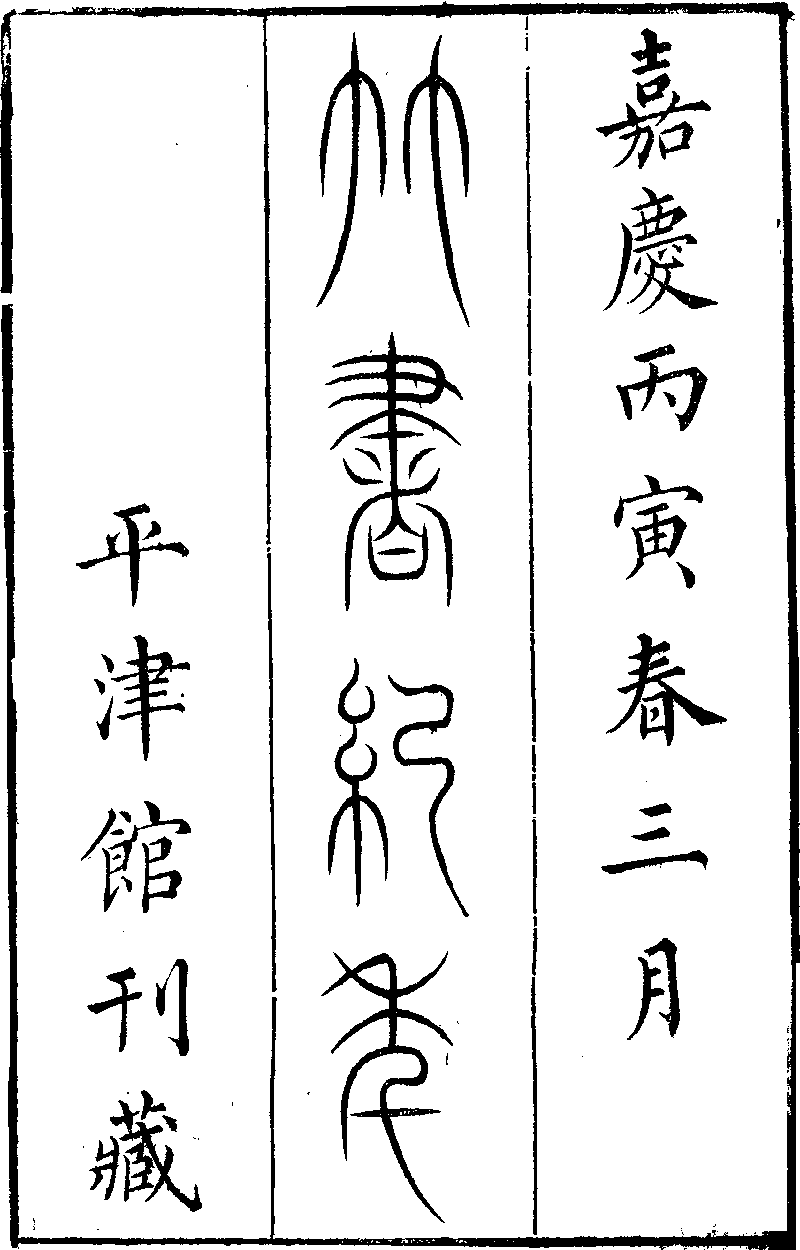
Trúc thư kỷ niên

Trúc thư kỉ niên (竹書紀年; bính âm: Zhushu jinian; "Biên niên sử viết trên thẻ tre") là một cuốn biên niên sử Trung Quốc cổ đại, được các nhà sử học đánh giá là nguồn tham khảo bổ sung, đối chiếu và đính chính cho một số sự kiện lịch sử cổ đại Trung Quốc.